# Boarmia pudenda
Boarmia pudenda är en fjärilsart som beskrevs av Inoue 1983. Boarmia pudenda ingår i släktet Boarmia och familjen mätare. Inga underarter finns listade i Catalogue of Life.